# Jambi
Jambi – miasto w Indonezji na Sumatrze nad rzeką Hari, stolica prowincji Jambi.
Współrzędne geograficzne 1°36′S 103°37′E/-1,600000 103,616667; powierzchnia 205,43 km²; 611 tys. mieszkańców (2020).
Ośrodek handlowy regionu (wydobycie ropy naftowej, pozyskiwanie drewna, rattanu, kauczuku, uprawa ryżu); węzeł drogowy; port lotniczy Sultan Taha; uniwersytet (Universitas Jambi, zał. 1963).
Osiedle założone przez przybyszów z Jawy, następnie zajęte przez muzułmanów; było jednym z ostatnich opanowanych przez Holendrów, którzy w 1858 r. ustanowili tu protektorat z marionetkowym władcą, a w 1901 r. formalnie zajęli miasto. Od 1945 r. należy do Indonezji.